# 主日學

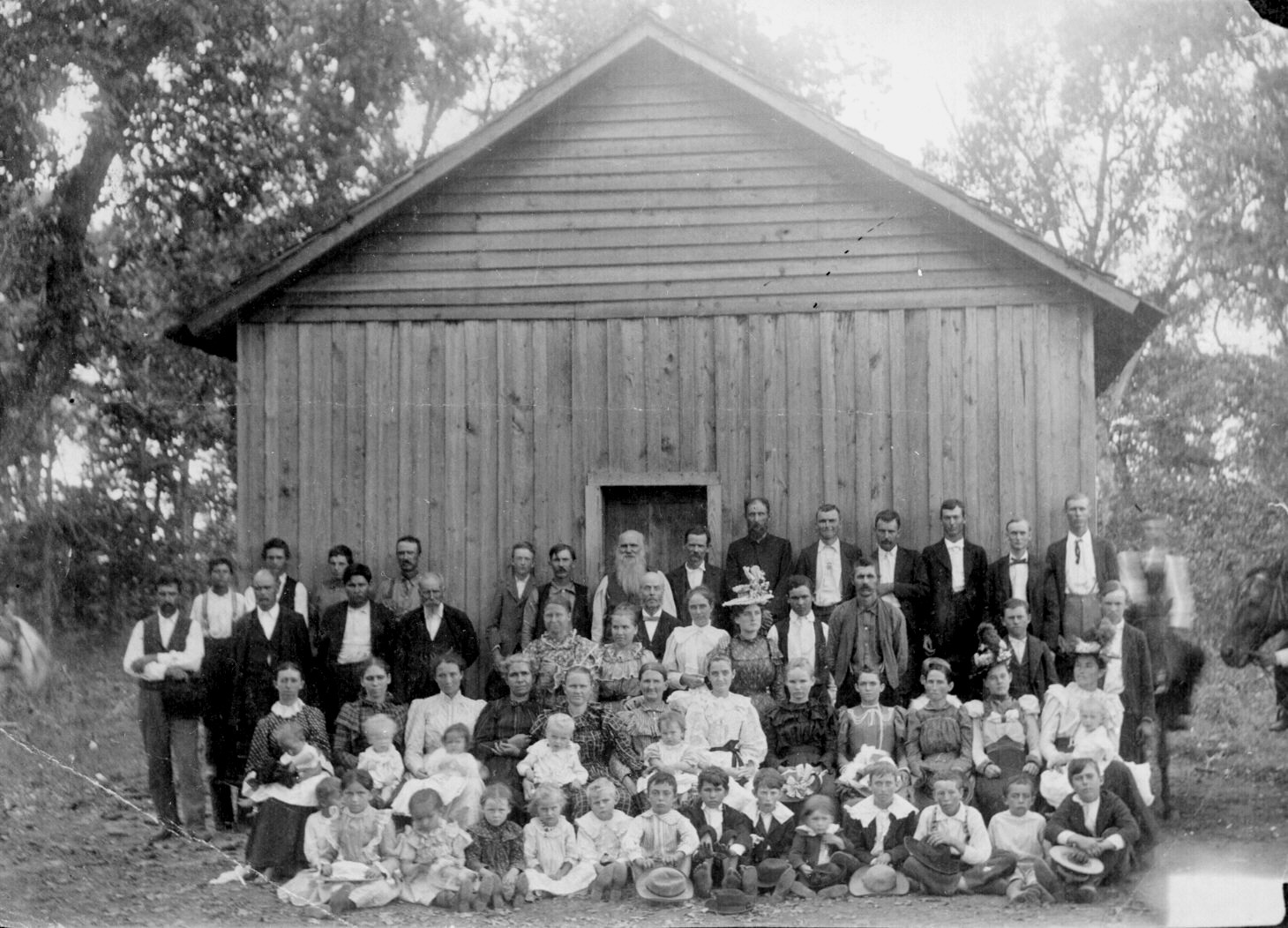
1900年教会学校。

主日學（英語：Sunday school）是基督教教會於主日（通常即星期日，部分教派为安息日）早上在教堂或其他场所進行的宗教教育，一般在主日敬拜之前或之後舉行。主日學的形式多樣化，因教會而異，內容多以查經、教授基本聖經內容為主，並由教會所指定的小組長、執事、傳道或牧師講道。

## 歷史
罗伯特·雷克斯於1780年7月在英國格洛斯特創立主日學校。當時童工在工餘時無所事事而在街頭遊蕩，造成許多社會問題。為了使孩童有受教育的機會，及解決這些社會問題以改造社會，聘請了四位女教師，以一日一先令為謝禮，開始利用主日崇拜前後的時間，教導六至十四歲的兒童讀書識字、學習聖經，並培育他們的品德和待人接物的態度，也間接地為他們提供了照顧。後來主日學漸漸為大部分天主教會和新教等基督教體系採納，分設成人主日學、青少年主日學、兒童主日學等。